# Making Love In the Rain
Making Love In the Rain is de derde single van Herb Alpert afkomstig van zijn album "Keep Your Eye on Me". De single bevat vocalen van Lisa Keith (lead) en Janet Jackson (achtergrond).
De single was een groot succes op de Amerikaanse R&B-hitlijst waar het op #7 stond. Op de Billboard Hot 100 stond deze op een veel lagere positie, #35.